# Římskokatolická farnost Tasov
Římskokatolická farnost Tasov je územním společenstvím římských katolíků v rámci velkomeziříčského děkanství brněnské diecéze.

## Historie
V letech 2006–2008 byly v Tasově objeveny archeologickým výzkumem základy románské rotundy z 12. století. První zmínka o tasovské duchovní správě je z r. 1341. Dnešní farní kostel sv. Petra a Pavla je barokní stavba z let 1728–1730.

## Duchovenstvo farnosti

### Kněží rodáci
- P. Jakub Deml, spisovatel a básník, nar. 20. srpna 1878 v Tasově

### Duchovní správci
- 1873–1895 R. D. František Florian
- od r. 1929 R. D. Jaroslav Pospíšil
- do roku 1990 D. Česlav Ludvík Malík, O.Praem.
- 1996–2000 R. D. František Sadílek
- 2000–2002 par. vacat
- 2002–2023 R. D. Mgr. Pavel Kryl. [1]
- od 1. ledna 2023 R. D. Petr Balát (administrátor excurrendo z Budišova u Třebíče)

## Bohoslužby
| Kostel            | Místo | Bohoslužba (den)            | Hodina                                 | Poznámka     |
| ----------------- | ----- | --------------------------- | -------------------------------------- | ------------ |
| sv. Petra a Pavla | Tasov | neděle středa čtvrtek pátek | 8.00, 10.30 17.00 /(zima)/18.00 (léto) | farní kostel |

## Aktivity ve farnosti
Dnem vzájemných modliteb farností za bohoslovce a bohoslovců za farnosti brněnské diecéze je 13. duben. Adorační den připadá na 26. května.
Každoročně se ve farnosti koná tříkrálová sbírka. V roce 2018 dosáhl výtěžek sbírky 23 879 korun.